# Jeroen Bergers
Jeroen Bergers (Wilrijk, 7 april 2000) is een Belgisch Vlaams-nationalistisch politicus. Hij is sinds 2022 nationaal voorzitter van Jong N-VA. Op 4 februari 2025 legde hij de eed af als federaal parlementslid.

## Biografie
Bergers studeert rechten aan de Katholieke Universiteit Leuven. 
Sinds zijn vroege jeugd vertoefde Bergers in Vlaams-nationale kringen, zoals in het Taal Aktie Komitee en Jong N-VA. In 2016 richtte hij een Jong N-VA-afdeling op in zijn thuisstad Vilvoorde waarvan hij vijf jaar voorzitter zou zijn. Tevens was hij actief als actieverantwoordelijke in de studentenafdeling van Jong N-VA aan de KU Leuven. Hij was ook lid van de omstreden radicaal-rechtse jongerenbeweging Schild & Vrienden en kwam daarvoor in 2018 in opspraak. Door zijn beperkte deelname binnen deze beweging en omdat hij zich van Schild & Vrienden distantieerde, zou N-VA hem die jeugdzonde vergeven. Bergers schreef tevens opiniestukken voor het Vlaamsgezinde Doorbraak.
In maart 2022 werd Bergers de twaalfde voorzitter van Jong N-VA. In februari 2025 werd hij verkozen voor een tweede termijn in deze functie.
Op 9 juni 2024 nam Bergers voor de eerste maal deel aan nationale verkiezingen. Hij kwam op bij de federale verkiezingen als eerste opvolger voor de N-VA in de kieskring Vlaams-Brabant. Bergers haalde 5.452 voorkeurstemmen en werd daarmee de stemmenkampioen van de Vlaams-Brabantse opvolgers. In februari 2025 werd hij op 24-jarige leeftijd effectief lid van de Kamer van volksvertegenwoordigers ter opvolging van federaal minister Theo Francken. Hij ging er zetelen in de commissie Binnenlandse Zaken, Veiligheid en Migratie.
In oktober 2024 werd hij eveneens verkozen tot gemeenteraadslid van Vilvoorde. Sinds december 2024 is Bergers schepen van de stad, bevoegd voor Financiën, Omgeving en Groenonderhoud.